# 津堂城山古墳

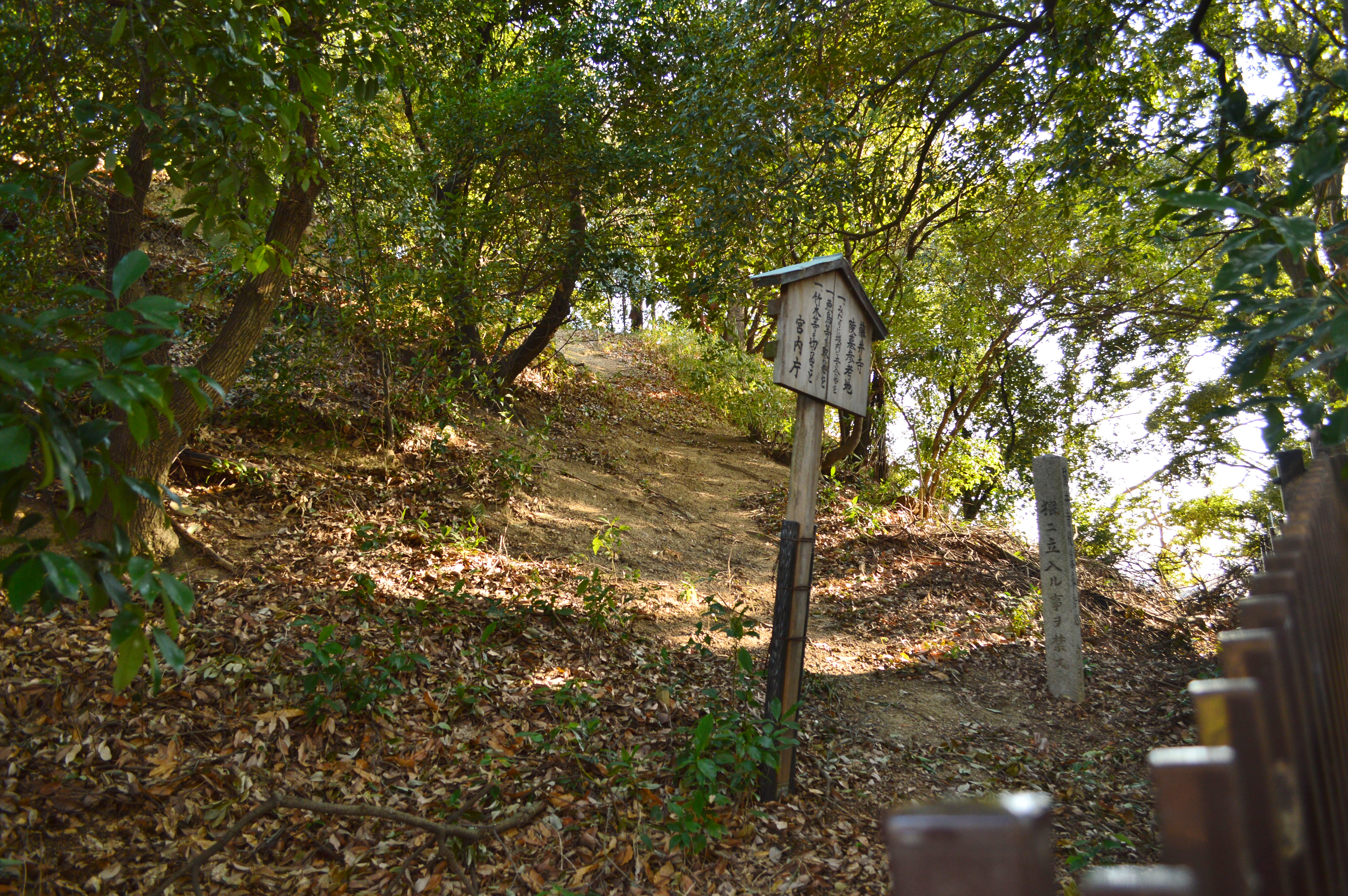
藤井寺陵墓参考地 立札

津堂城山古墳（つどうしろやまこふん）は、大阪府藤井寺市にある古墳。形状は前方後円墳。古市古墳群（世界文化遺産）を構成する古墳の1つ。
実際の被葬者は明らかでないが、宮内庁により「藤井寺陵墓参考地」（被葬候補者：第19代允恭天皇）として陵墓参考地に治定されている。また国の史跡に指定されている（史跡「古市古墳群」のうち）。

## 概要
前方部は南東を向き、二重の周濠が墳丘を囲んでいる。外側の周濠は宅地や田畑となっているが、これを含めると古墳の全長は400m以上になる。
これまでの発掘調査などから築造は4世紀後半とみられ、古市古墳群の中でも初期の古墳であり、誉田山古墳よりも先行する。室町時代には古墳の地形を利用して小山城が築かれたため、墳丘の一部が掘削されている。明治初期の天皇陵の治定作業では陵墓とされなかったが、1912年に、神社に建立する石碑の材料とするため、後円部の墳丘から石板を発掘したことがきっかけで竪穴式石室と巨大な長持形石棺が発見され、鏡や鏃などの副葬品が多数出土した。そのため、後に「藤井寺陵墓参考地」に治定された。
1980年に大阪府教育委員会が、1983年には藤井寺市教育委員会が発掘調査を実施。造り出しや二重の周濠（中堤幅30m、外濠25m）、石葺の外側堤（幅20m）の存在が確認された。また、周濠内の前方部左右近くの島状遺構（方墳形の祭壇）からは3体の水鳥形埴輪が出土。このほかにも衝立型や家形・盾形・衣蓋形、靫型の埴輪、円筒型など多彩な形象埴輪が発見された。
これらの内、複数の周濠や堤などの建築様式は誉田御廟山古墳や大仙古墳をはじめとする5世紀以降の大王墳の基本形態として継承されており、本古墳はその起源と見なすことができる事から大和から河内へと古墳築造が移った初期の大王の陵墓ではないかと考えられている。しかし同時期に墳丘単体の規模で当古墳を大きく上回る五社神古墳が佐紀の地に築かれている事や、馬見地域で築山古墳や巣山古墳といった同等規模の古墳が多数営まれている事などを踏まえ、大王墳と見なすのは難しいとする説もある。
1958年1月21日に国の史跡に指定。2001年1月29日には、個々の古墳の指定を統合した古市古墳群全体として史跡に指定されている。

### 被葬者
大王墳とする説を支持し、尚且つ記紀の内容を重視する立場の研究者の何名かは、初めて河内に埋葬された大王として記述された仲哀天皇を被葬者の候補として提案している。
森浩一は古墳から出土した水鳥形埴輪と記紀の伝承との間に関連を見て、仲哀天皇の父で死後に白鳥となって天に昇ったとされるヤマトタケルの三つの墓の一つである可能性を指摘した。また、古墳の築造者としては仲哀天皇の息子で神功皇后と誉田別皇子(応神天皇)に対して反乱を起こした忍熊王を挙げている。宮内庁は軽里大塚古墳を記紀に語られたヤマトタケルの墓に定めているものの、考古学上の編年では5世紀後半の築造であると推定されているため、それよりも1世紀ほど年代が古く、尚且つヤマトタケルの父である景行天皇の陵とされる渋谷向山古墳の築造年代とも近接する本古墳の方が伝承にある墓として相応しいと考えられる。
豪族間での王権移動を重視する立場からは応神天皇の妃の父として記される品陀真若王の名が挙げられる。塚口義信は津堂城山古墳を王権の中枢が河内に移動する直前にその一帯の中小豪族を束ね、後に外戚として誉田別尊の一族と結びついて王権を掌握する礎となった大豪族の墓と考えており、品陀真若はこうした豪族間の繋がりが天皇家の系譜へと整理される中で一人の皇族という形に反映された姿と捉える。また、品陀真若王は系図上景行天皇の孫にも相当するため、河内の勢力が4世紀前半に王権を握っていた三輪山周辺の勢力とも繋がりを有していた可能性も指摘している。

## 構造

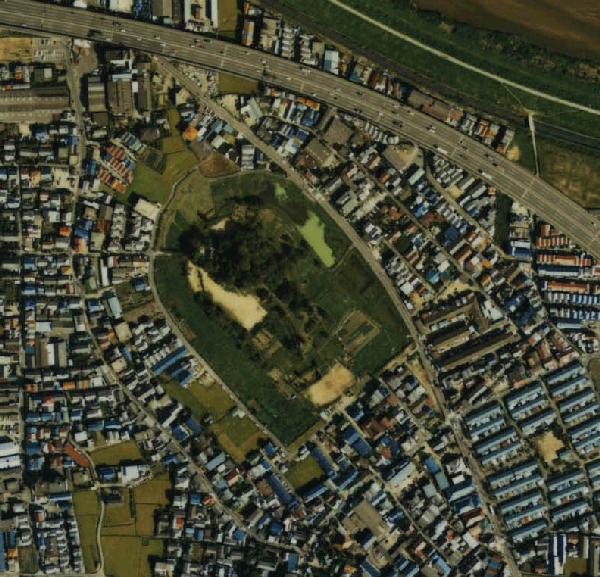
1985年当時の空中写真

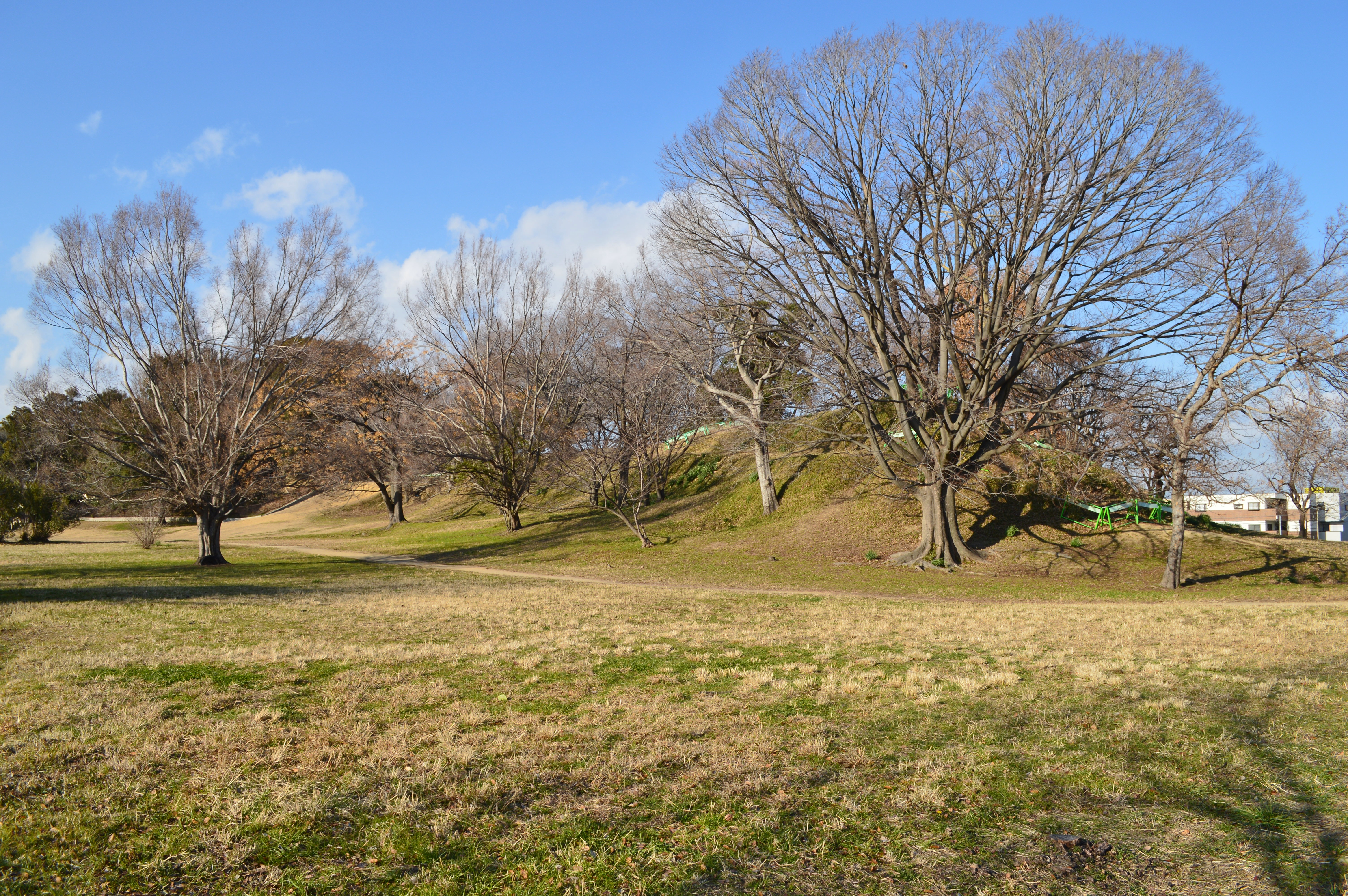
墳丘右に前方部、左奥に後円部。

- 墳丘長208m
- 前方部 - 幅117m、高さ12.7m
- 後円部 - 径128m、高さ16.9m

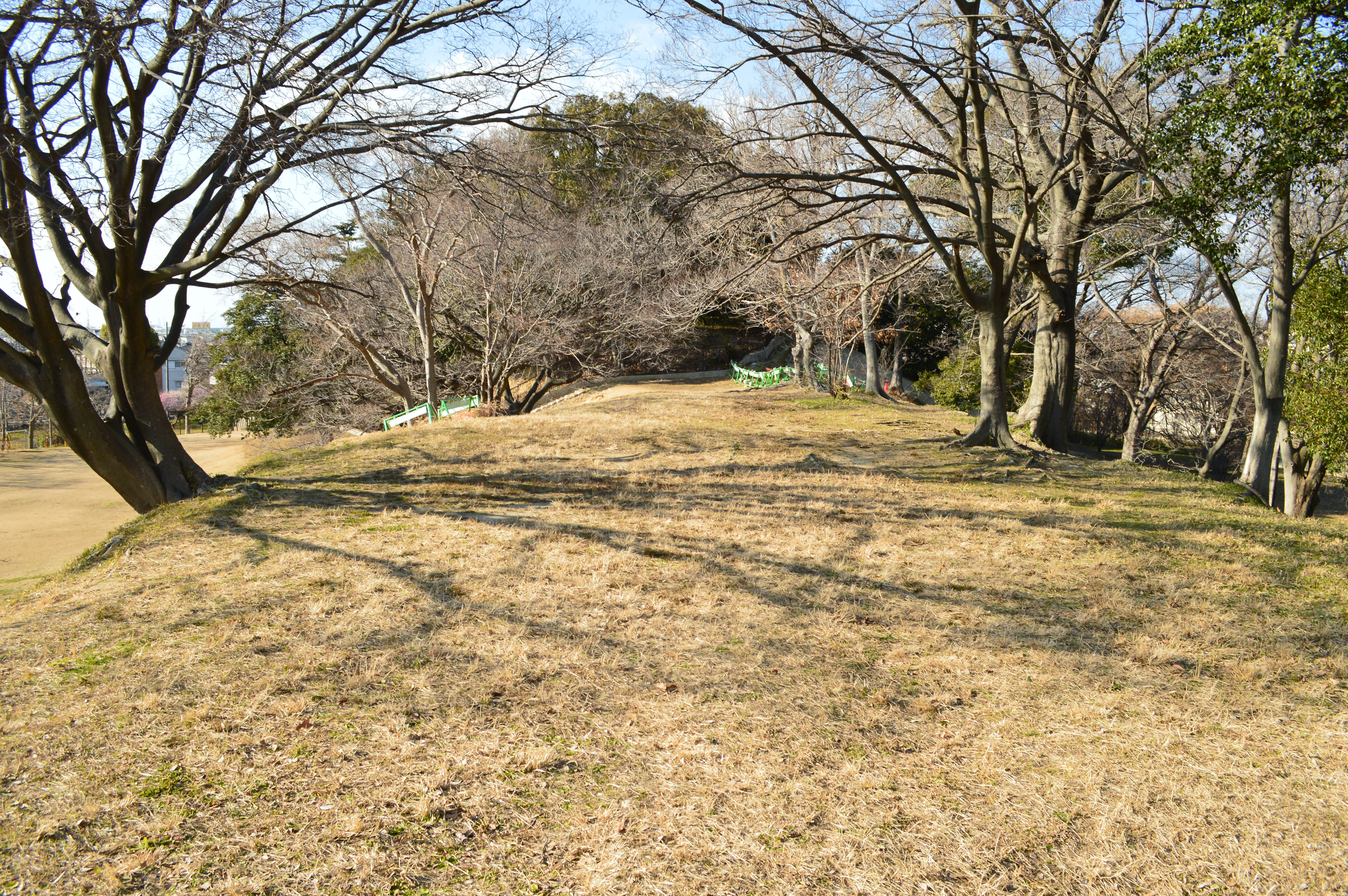
前方部から後円部を望む
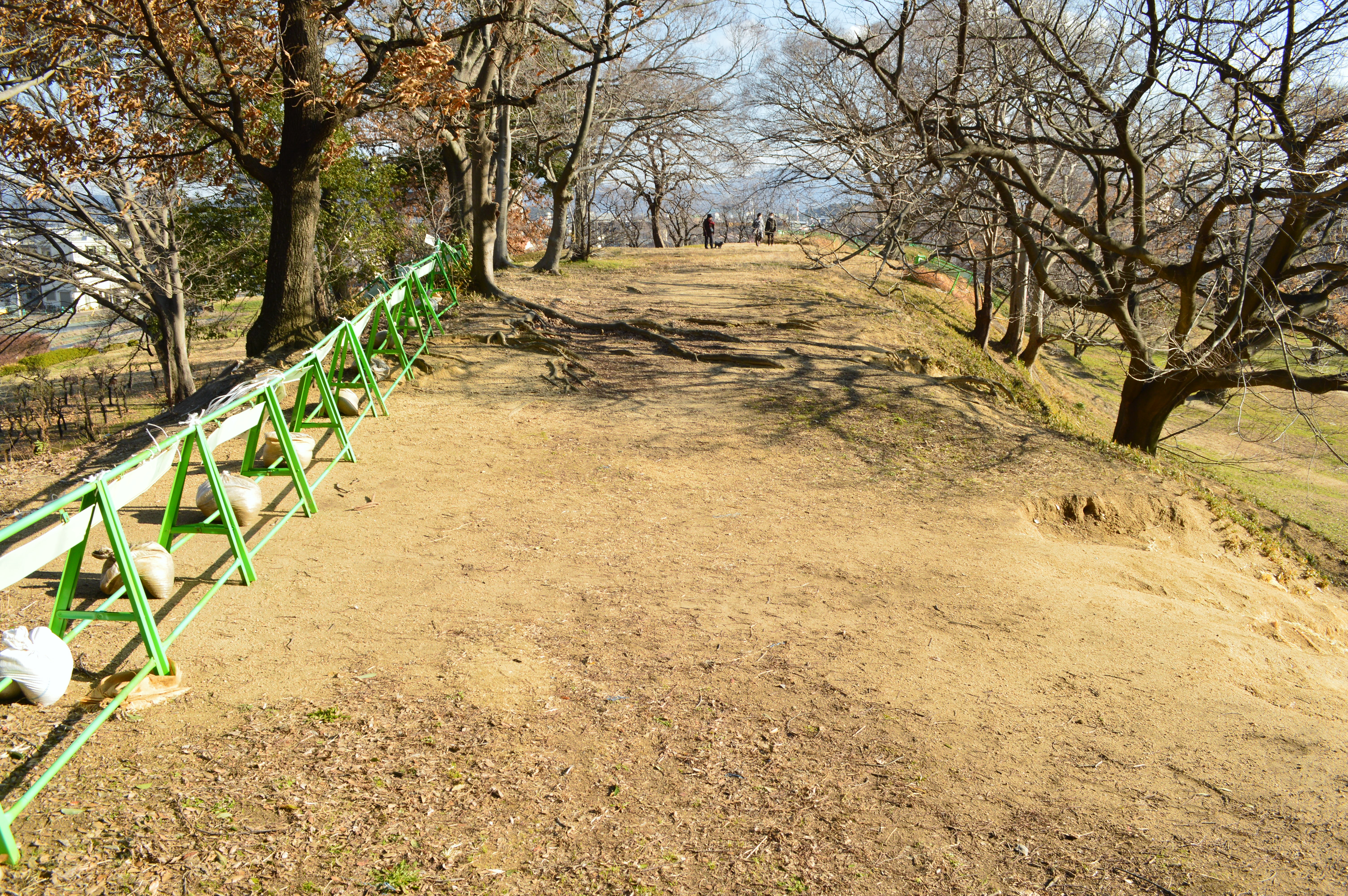
後円部から前方部を望む
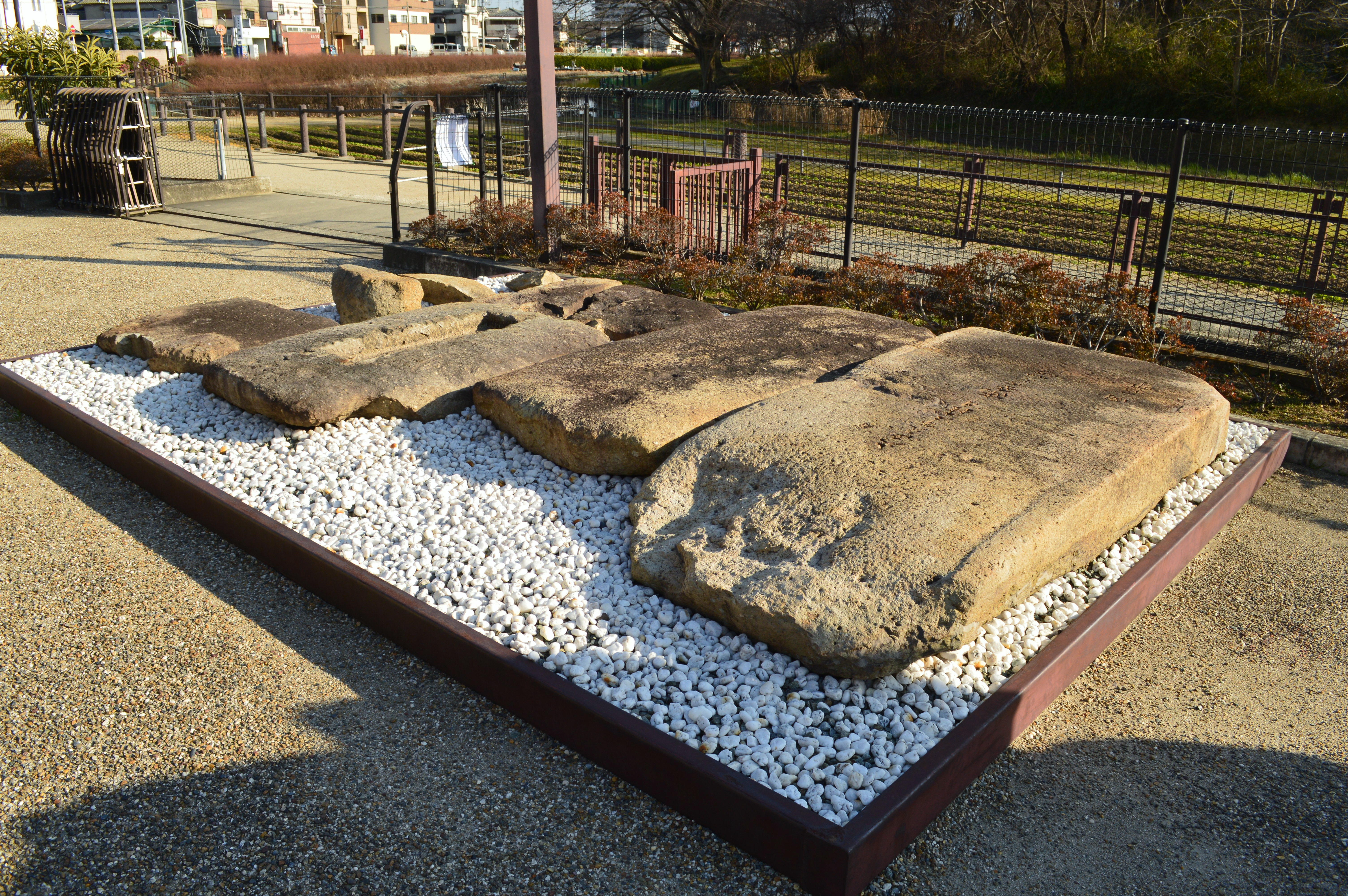
竪穴式石室天井石 史跡城山古墳ガイダンス棟「まほらしろやま」展示。

## 主な出土品
- 水鳥形埴輪 3点（国の重要文化財）
  - 4世紀ごろ。藤井寺市が所有。アイセルシュラホールで展示。
- 鰭付円筒埴輪
  - 4世紀ごろ。大阪府教育委員会が所有。大阪府立近つ飛鳥博物館で展示。
- さしば形埴輪
  - 4世紀ごろ。大阪府教育委員会が所有。大阪府立近つ飛鳥博物館で展示。

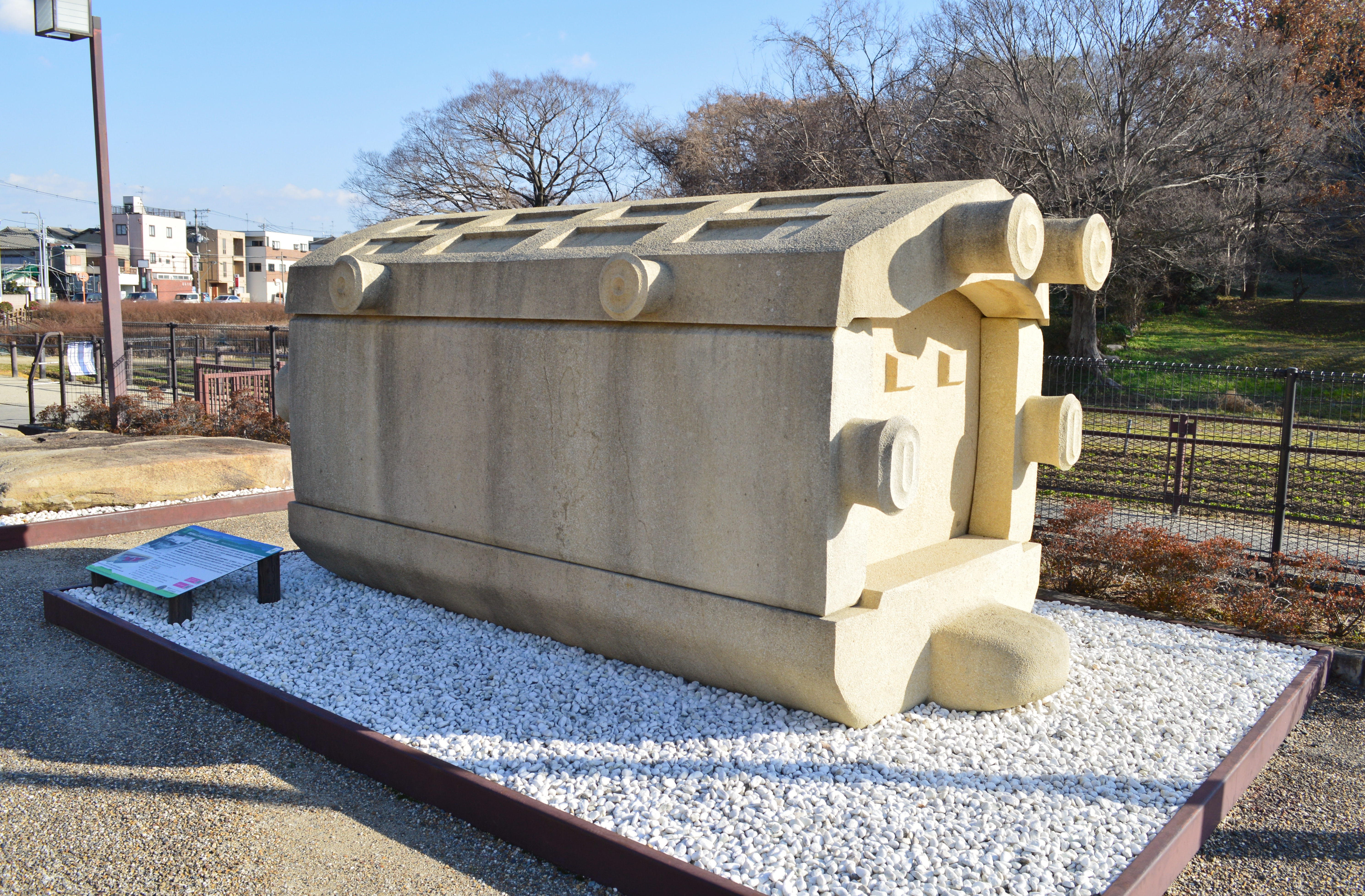
長持形石棺（複製） 史跡城山古墳ガイダンス棟「まほらしろやま」展示。
形象埴輪 手前の水鳥形埴輪3点は国の重要文化財。藤井寺市立生涯学習センター（アイセル シュラ ホール）展示。
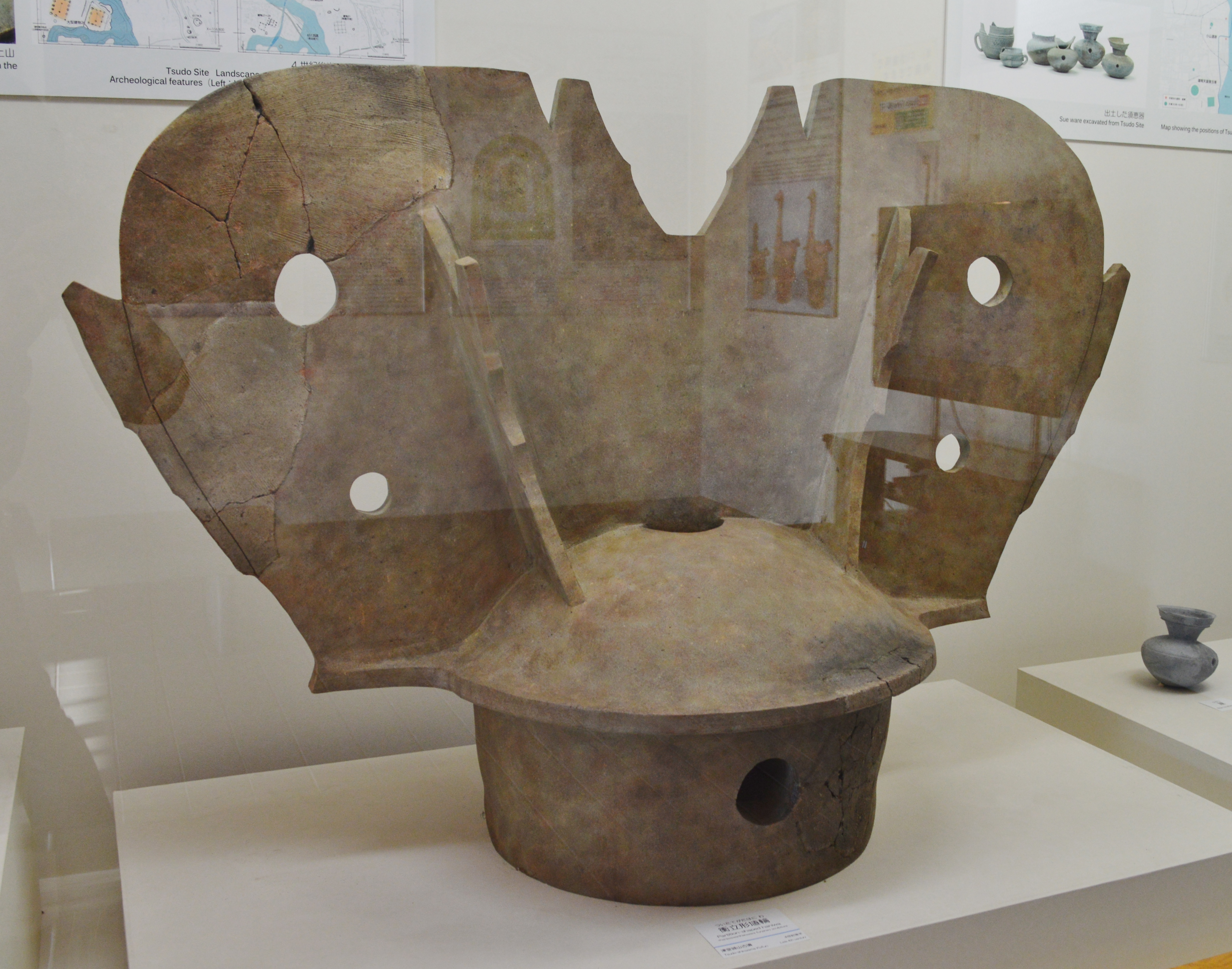
衝立形埴輪 史跡城山古墳ガイダンス棟「まほらしろやま」展示。

## 施設など
周濠を通って墳丘へと至る道筋はいくつかあり、自由に立ち入ることができるため、古くから子供の遊び場や近隣の人々の憩いの場となっている。ただし、後円部墳丘の頂上部は金網で囲まれ、宮内庁が陵墓参考地として管理しているため立ち入ることができない。
史跡城山古墳ガイダンス棟「まほらしろやま」
後円部北にある展示施設。入館無料。
津堂八幡神社
後円部の北側中腹にある。当社にある石碑は、後円部から掘り出した石板で竪穴式石室の一部（天井部分）とされる。
花しょうぶ園
府道大阪羽曳野線に面した東側の周濠約4,000m2にハナショウブやスイレンなどが植えられている。1991年4月に完成。
津堂草花園
1998年4月に古墳北側の集合部分に完成。約4,000m2。

## 文化財

### 重要文化財（国指定）
- 埴輪水鳥 大阪府城山古墳出土 3箇（考古資料） - 藤井寺市立生涯学習センター保管。2006年（平成18年）6月9日指定[15]。

### 国の史跡
- 城山古墳（史跡「古市古墳群」のうち）
1958年（昭和33年）1月21日に「城山古墳」として国の史跡に指定、1966年（昭和41年）3月14日に史跡範囲の追加指定。2001年（平成13年）1月29日に城山古墳含む既指定の古墳11件を統合し、これに青山古墳・蕃所山古墳の2件を追加指定して、指定名称を「古市古墳群」に変更。2015年（平成27年）3月10日に史跡範囲の追加指定[16]。

## 交通アクセス
- 近鉄南大阪線 藤井寺駅から近鉄バス小山、または大正橋南詰（「津堂城山古墳前」の副名称がついている）バス停下車